# خوانیو نایتو
خوانیو نایتو (انگلیسی: Juanjo Nieto؛ زادهٔ ۳ اکتبر ۱۹۹۴) بازیکن فوتبال اهل اسپانیا است.